# فهرست وابسته‌های دیپلماتیک در لسوتو
این فهرست وابسته‌های دیپلماتیک در لسوتو است. در حال حاضر، شهر پایتخت ماسرو میزبان پنج سفارتخانه است.

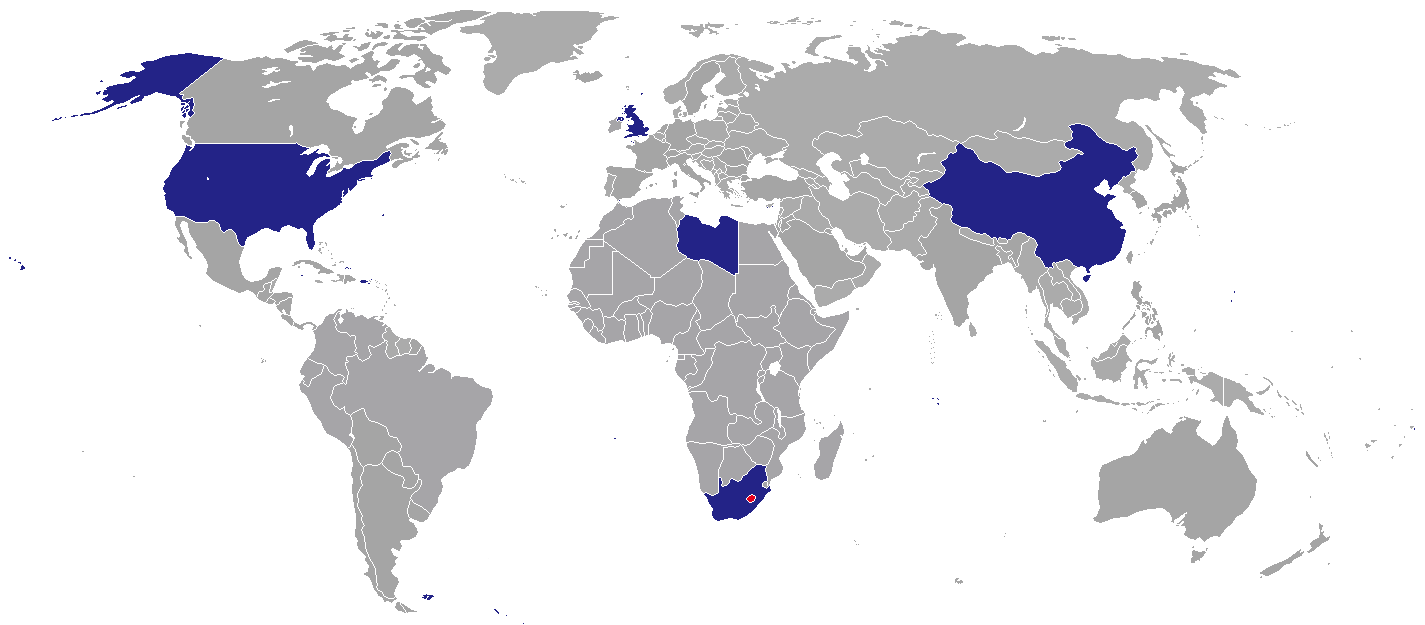
نمایندگی‌های دیپلماتیک در لسوتو

## سفارتخانه‌ها و کمیسیون‌های عالی در ماسرو
- چین
- لیبی
- آفریقای جنوبی[۱]
- ایالات متحده آمریکا
- بریتانیا

## سفارتخانه ها در آینده افتتاح می شوند

### ماسرو
- ترکیه[۲]

## نمایندگی در سازمان‌ها
- اتحادیه اروپا (هیئت نمایندگی)

## نمایندگی های دیپلماتیک غیر مقیم
- مستقر در پرتوریا مگر در مواردی که ذکر شده باشد:

 الجزایر
 آنگولا
 آرژانتین
 استرالیا
 اتریش
 بنگلادش
 بحرین
 بلژیک
 بوتسوانا
 برزیل
 بورکینافاسو
 کانادا
 کرواسی
 کوبا
 قبرس
 جمهوری چک
 دانمارک
 مصر
 فنلاند
 فرانسه
 آلمان
 غنا
 یونان
 گینه
 گواتمالا
  واتیکان
 هائیتی
 مجارستان
 هند
 اندونزی
 ایران
 جمهوری ایرلند
 ایتالیا
 اسرائیل
 ژاپن
 جامائیکا
 لائوس (دهلی نو)
 لبنان
 مالدیو (دهلی نو)
 مالی
 مالت (والتا)
 مالزی
 موریس
 مکزیک
 موزامبیک
 نامیبیا
 هلند
 نیوزیلند
 نروژ
 لهستان
 پرتغال
 فلسطین
 رواندا
 رومانی
 روسیه
 جمهوری دموکراتیک عربی صحرا
 عربستان سعودی
 سیرالئون (نایروبی)
 صربستان
 سنگاپور
 اسلواکی
 اسپانیا
 سوئد
  سوئیس
 سودان
 سودان جنوبی
 کره جنوبی
 تایلند
 تانزانیا
 امارات متحده عربی
 بریتانیا
 اروگوئه
 ویتنام
 یمن
 زیمبابوه
 زامبیا

## سفارتخانه‌های سابق
| شهر میزبان | کشور فرستنده  | نوع ماموریت | سال تعطیلی | منبع        |
| ---------- | ------------- | ----------- | ---------- | ----------- |
| ماسرو      | آلمان         | سفارت       | ۱۹۹۴       | [ ۳ ]       |
| ماسرو      | جمهوری ایرلند | سفارت       | ۲۰۱۴       | [ ۴ ] [ ۵ ] |
| ماسرو      | روسیه         | سفارت       | ۱۹۹۲       | [ ۶ ]       |
| ماسرو      | سوئد          | سفارت       | ۱۹۹۳       | [ ۷ ]       |